# Albert Gustaaf Putscher
Albert Gustaaf Putscher/Putcher (Paramaribo, 18 mei 1868 – aldaar, 28 januari 1951) was een Surinaams ambtenaar en politicus.
Hij werd geboren als zoon van Jacob Hendrik Putscher en Johanna Helena Wois. Vanaf 1885 was hij surnumerair bij de algemene dienst en in 1890 volgde zijn benoeming tot commies bij de belastingen. Vijf jaar later werd hij commies 3e klas en begin 1896 werd hij gepromoveerd tot commies 2e klas. Anderhalf jaar later werd hem de rang hoofdcommies 2e categorie toegekend en vanaf 1901 was hij hoofdcommies 1e categorie. In 1905 werd hem voor de periode van een jaar buitenlands verlof verleend. Hij volgde in 1916 J.C. Nakken op als visiteur van de belastingen waarna Putscher in 1920 ontslag werd verleend.
Na tussentijdse verkiezingen werd hij in 1921 de opvolger van het Statenlid P. Westra die in 1922 periodiek zou aftreden. In dat jaar werd Putscher niet herkozen maar in 1926 lukte dat wel. Bij de verkiezingen van 1938 behaalde hij onvoldoende stemmen om herkozen te worden als lid van de Koloniale Staten. Hij had het rond 1930 daarbij vooral aan de stok met gouverneur Bram Rutgers, die hij de schuld gaf van de slechte economische toestand waarin Suriname in 1933 verkeerde. 
In aanvulling op zijn politieke werkzaamheden was hij jarenlang lid van de Kerkeraad van de Evangelisch Lutherse Gemeente in Suriname. Hij was daarbij sociaal actief en werd daarvoor benoemd tot Ridder in de Orde van Oranje-Nassau. Daartegenover stond dat hij (en wellicht zijn vrouw Lionarons) (mede-)eigenaar was van houtgrond Zorg en Hoop aan het Saramaccakanaal en het in het voorjaar van 1939 verkochten om plaats te maken voor een vliegveld, dat in de jaren daarna uitgroeide tot het Johan Adolf Pengel International Airport. Zij startten daarop een nieuwe Cultuuronderneming op plantage Houttuin, dat de naam kreeg Het Vertrouwen.   
Hij was getrouwd met Louise Jacquelina Lionarons. Dochter Tine Putscher werd Surinaams eerste vrouwelijke tandarts. 
Putscher overleed in 1951 op 82-jarige leeftijd; hij kon zijn laatste levensjaren niet meer lopen; hij moest zich laten ronddragen.  